# Frisco (Colorado)
Pour les articles homonymes, voir Frisco.
Frisco est une ville américaine située dans le comté de Summit dans le Colorado.
Selon le recensement de 2010, Frisco compte 2 683 habitants. La municipalité s'étend sur 1,79 milles carrés (4,64 km2), dont 1,69 milles carrés (4,38 km2) de terres.
La ville en nommée en référence à San Francisco.

## Démographie
| 1880 | 1930 | 1940 | 1950 | 1960 | 1970 |
| ---- | ---- | ---- | ---- | ---- | ---- |
| 48   | 18   | 60   | 87   | 316  | 471  |

| 1980  | 1990  | 2000  | 2010  | - | - |
| ----- | ----- | ----- | ----- | - | - |
| 1 221 | 1 601 | 2 443 | 2 683 | - | - |